# Apistogramma pleurotaenia
Apistogramma pleurotaenia és una espècie de peix d'aigua dolça de la família dels cíclids i de l'ordre dels perciformes.
Poden assolir fins a 2,8 cm de longitud total. Es troba a Sud-amèrica.